# Openmoko

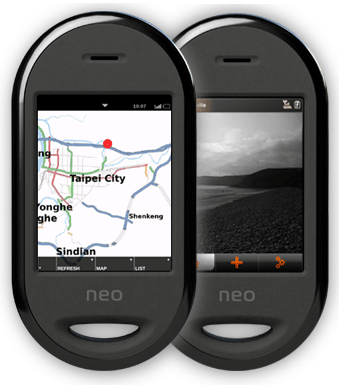
Neo FreeRunner som kör Openmoko Linux.

Openmoko är ett projekt för att skapa en telefon där såväl hårdvara som mjukvara är fri för intresserade att använda, kopiera och förbättra. Mjukvaran har Linux i botten och kan i princip köras på vilken linuxkompatibel hårdvara som helst. Dessutom finns det alternativa linuxdistributioner som fungerar på hårdvaran. Projektet presenterades första gången 2006 av företaget First International Computer, och sedan dess har en community av intresserade vuxit upp.

## Mjukvara
Det finns flera olika linuxdistributioner som fungerar för plattformen. Förutom den officiella distributionen och flera varianter på den experimenteras det med till exempel Android, Debian och Gentoo.

### Openmoko Linux
Openmoko Linux, ofta kallat bara Om, är den officiella mjukvaran för Openmoko. Den senaste uppdateringen heter Om 2008.12 Update.

## Hårdvara

### Neo 1973
Den första hårdvaran för Openmoko kallades Neo 1973 eller GTA01 och var endast avsedd för utvecklare. I mars 2007 började de första versionerna för en begränsad grupp utvecklare att levereras
och i juli startade den offentliga försäljningen.

### Neo FreeRunner
Neo FreeRunner, även kallad GTA02, var den andra telefonen som presenterades i projektet.